# Mobile (cântec de Avril Lavigne)
Mobile este un cântec al interpretei de origine canadiană Avril Lavigne.  Fiind inclusă pe albumul Let Go, compoziția urma să fie lansată pe disc single în mai 2003, însă campania sa adiacentă de promovare a fost anulată.

## Informații generale
Mobile este cel de-al cincilea și ultimul single extras de pe albumul de debut al lui Avril Lavigne, Let Go. El a fost lansat în Australia și Noua Zeelandă pentru a înlocui lipsa precedentului single, Losing Grip. Pentru această melodie, Lavigne nu a filmat niciun videoclip, preferând să o lanseze numai ca și un single pentru radio. În ciuda slabelor difuzări obținute în cele două țări, piesa a devenit un hit, după folosirea sa în cadrul filmelor Gigli (2003) și Wimbledon (2004). Acum câțiva ani melodia a fost folosită într-o reclamă a Ligii Naționale de Hockey din Franța.
Mobile este folosit de asemenea și în finalul filmului The Medallion, făcând legătura între final și distribuția acestuia.
Singelul nu a fost lansat în nicio altă parte a globului, în afară de Australia și Noua Zeelandă, locuri în care a obținut un succes moderat.

## Lista melodiilor
1. "Mobile" - 3:31
2. "Complicated" (Tom Lord-Alge mix) - 4:04
3. "Let Go" - 4:11
4. "All You Will Never Know" - 3:40

## Poziții ocupate în topuri
| Chart                           | Peak position |
| ------------------------------- | ------------- |
| New Zealand RIANZ Singles Chart | 26            |